# Лі Хунлі
Лі Хунлі  (кит.: 李宏利, 26 грудня 1980) — китайський важкоатлет, олімпійський медаліст.

## Виступи на Олімпіадах
| Олімпіада  | Дисципліна        | Місце |
| ---------- | ----------------- | ----- |
| Пекін 2008 | середня категорія | 2     |